# Coccigodinia
La cocigodinia es un término médico que significa dolor en la zona del coxis,  a menudo provocado por una caída sobre el coxis o por una irritación persistente generalmente por estar sentado.En general el dolor es gatillado al sentarse abruptamente.

### Fisiopatología
Las dos causas principales de este trastorno son el impacto repentino debido a una caída y la cocigodinia causada por la presión del parto en mujeres. Otras formas en que se desarrolla la cocigodinia son la luxación parcial de la sínfisis sacrococcigeal que posiblemente puede provocar un movimiento anormal del coxis por estar demasiado sentado, y un trauma repetitivo de los ligamentos y músculos circundantes, dando lugar a la inflamación de los tejidos y del dolor.

## Diagnóstico
Una serie de trastornos diferentes pueden causar dolor en el área general del coxis, pero no todas implican el coxis y los músculos conectados a él. La primera tarea del diagnóstico es determinar si el dolor está relacionado con el coxis. El examen físico rectal, las radiografías de alta resolución y las exploraciones por resonancia magnética pueden descartar diversas causas no relacionadas con el coxis, como el quiste de Tarlov y el dolor referido desde más arriba de la columna vertebral. Tenga en cuenta que, al contrario de la mayoría de los libros de texto anatómicos, la mayoría de los coxises constan de varios segmentos: el "coxis fracturado" a menudo se diagnostica cuando el coxis es de hecho normal.
Una prueba sencilla para determinar si el coxis está implicado es la inyección de anestésico local en la zona. Si el dolor se relaciona con el coxis, esto debería producir un alivio inmediato.
Si la prueba anestésica resulta positiva, una radiografía dinámica (sentado/pie) o una resonancia magnética puede mostrar si el coxis se disloca cuando el paciente se sienta.
El uso de rayos X dinámicos en 208 pacientes que dieron resultados positivos con la prueba anestésica mostró:
- 31% No se puede identificar la causa del dolor
- 27% Hipermovilidad (flexión excesiva del coxis hacia delante y hacia arriba cuando está sentado)
- 22% Luxación posterior (luxación parcial del coxis hacia atrás cuando está sentado)
- 14% Espícula (acicate óseo) en el coxis
- 5% Luxación anterior (luxación parcial del coxis hacia adelante cuando está sentado)

Este estudio encontró que el patrón de lesiones era diferente según la obesidad de los pacientes: los pacientes obesos eran más propensos a tener luxación posterior del coxis, mientras que los pacientes delgados eran más propensos a tener espículas.

## Prevalencia
Un estudio de 2000 casos de dolor de espalda derivados en el hospital encontró que el 2,7% fueron diagnosticados de cocigodinia.  Este tipo de dolor se presenta cinco veces más frecuentemente en mujeres que en varones. Puede ocurrir a cualquier edad, con una edad media de inicio alrededor de los 40 años.No hay asociaciones étnicas o raciales con la cocigodinia.

## Características clínicas
Las actividades que ejercen presión sobre la zona afectada son montar en bicicleta, montar a caballo y otras actividades como el aumento de sentarse ponen estrés directo al coxis. A menudo se caracteriza por un dolor que empeora con el estreñimiento y que puede aliviarse con el movimiento intestinal. Rara vez, incluso las relaciones sexuales pueden agravar los síntomas.

## Tratamiento no quirúrgico

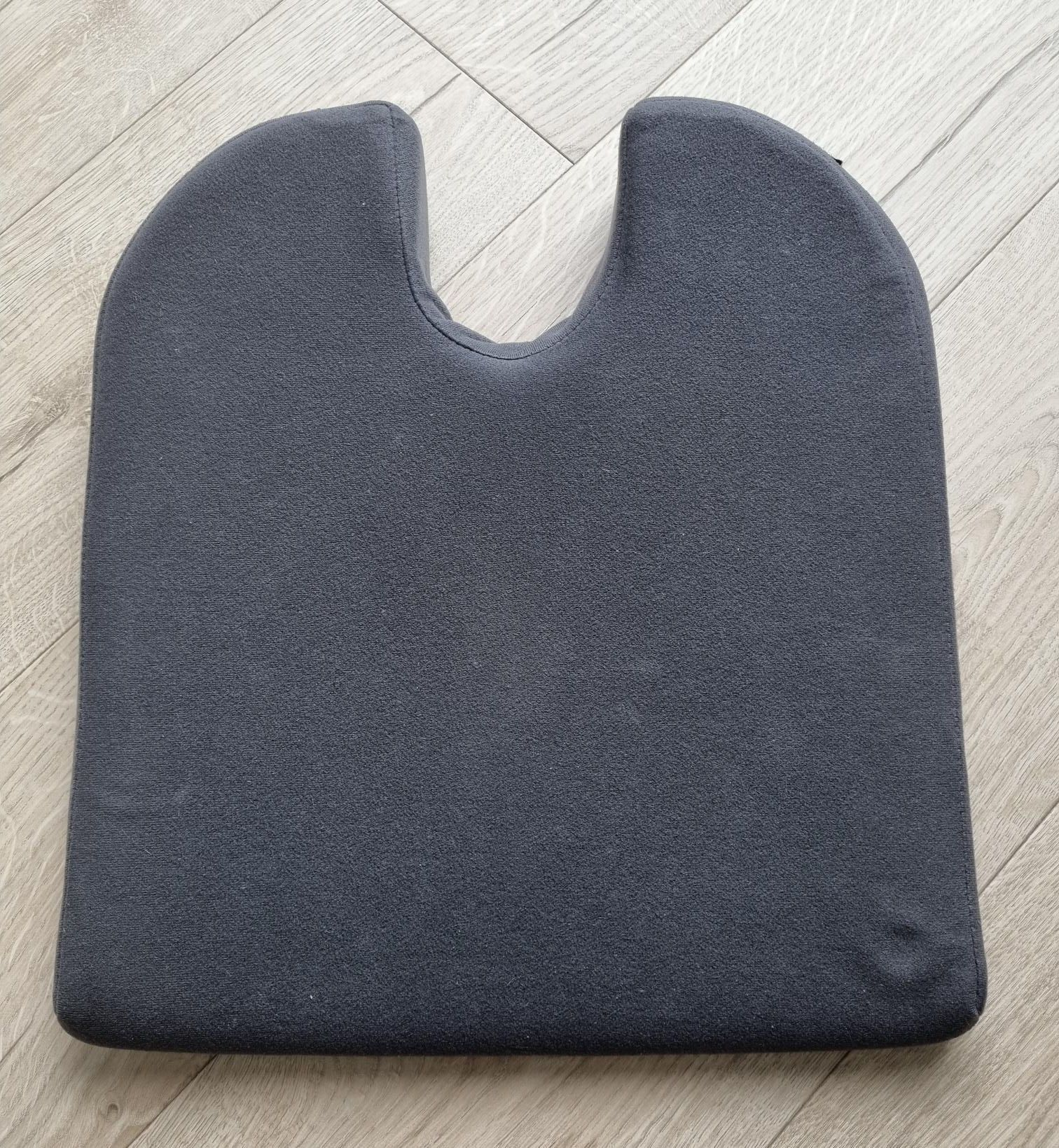
Almohada de cóccix con una entrada

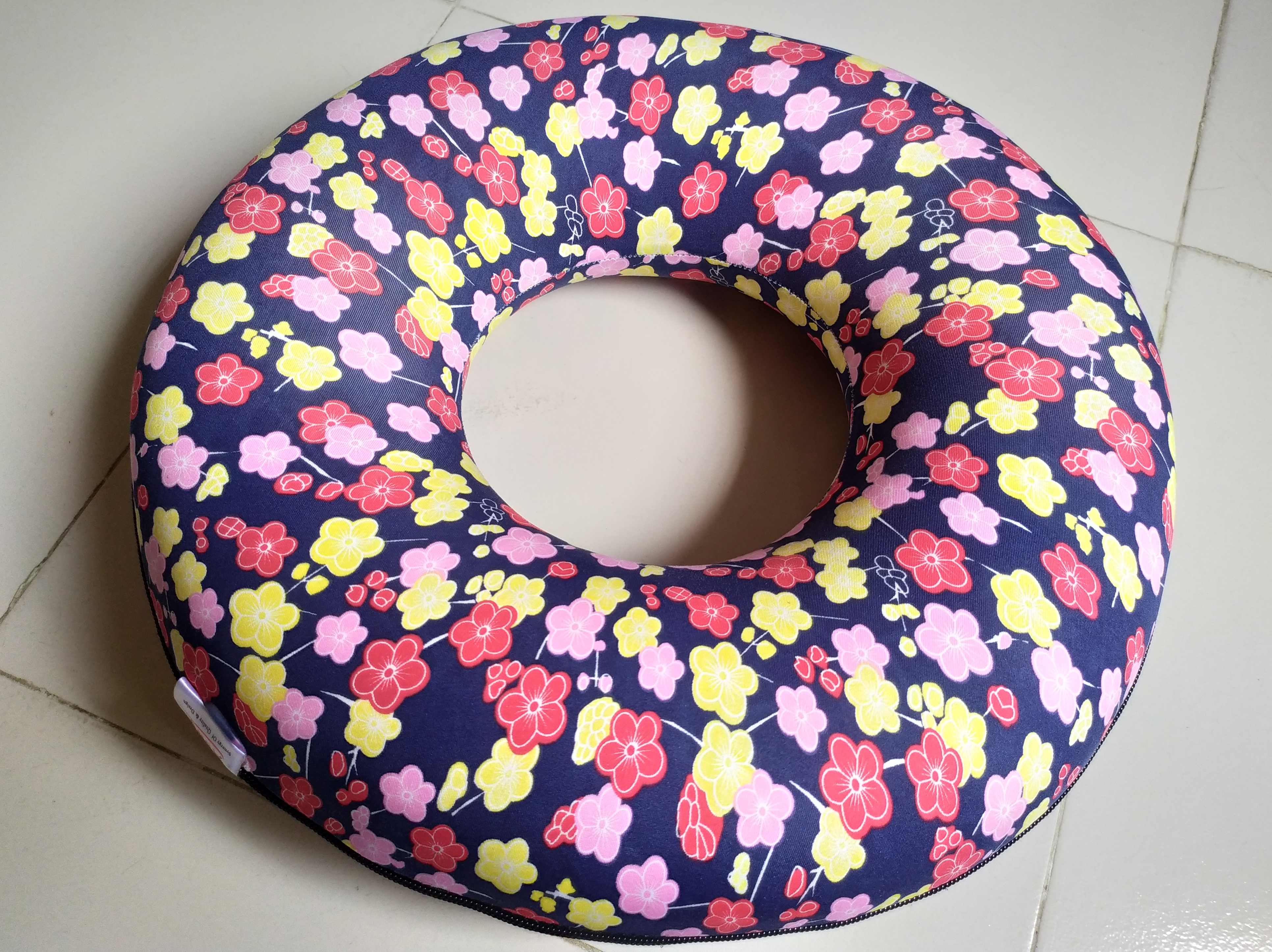
Cojín tipo Donut

Dado que sentarse en la zona afectada puede agravar la condición, se recomienda una almohada con una entrada en la parte trasera bajo el coxis. Si hay dolor en el coxis con los movimientos intestinales, los suavizantes de heces ( laxantes lubricantes o emolientes) y el aumento de fibra en la dieta pueden ayudar. Se pueden prescribir medicamentos antiinflamatorios como los AINE.
Si el dolor persiste, pueden aplicarse otros tratamientos. El tratamiento manual se realiza mediante masaje repetido de los músculos unidos al coxis, a través del ano. Este tratamiento suele ser dado por una pareja íntima, un quiropráctico, un osteópata o un fisioterapeuta. Thiele aplicó este tratamiento a una serie de 169 pacientes con coccidinia e informó que el 63% se curaron.
Los cirujanos ortopédicos suelen inyectar glucocorticoides en la articulación dolorosa. Maigne y Tamalet aplicaron este tratamiento a 86 pacientes bajo guía fluoroscópica.  Dos meses después de la inyección, el 50% de los pacientes con luxación o hipermovilidad se mejoraron o curaron, pero sólo el 27% de los pacientes sin anormalidad visible mejoraron. Cuando se había encontrado una anormalidad, la inyección alivió el dolor, la anormalidad se mantuvo pero dejó de ser dolorosa.
En ocasiones se aplican bloqueos nerviosos temporales o permanentes en casos. Foye et al. informó que los bloqueos nerviosos temporales repetidos por inyección en el ganglio impar podrían aliviarse en varios casos, ya veces era suficiente con una sola inyección.

## Tratamiento quirúrgico
Si los tratamientos no quirúrgicos no consiguen aliviar el dolor, o en casos de cáncer, se puede requerir una cirugía para extirpar el coxis ( coccigectomía ). En los casos en que el dolor persiste después de la cirugía, los fármacos estándar para el dolor crónico, como los antidepresivos tricíclicos, pueden ayudar a aliviarlo.